# Slag bij Oldendorf
De Slag bij Oldendorf was een veldslag van de Dertigjarige Oorlog. De slag was een overtuigende overwinning van het protestantse kamp.

## Verloop
Hertog George van Brunswijk-Calenberg was met een protestants leger de kerkelijke gebieden Paderborn en Fulda binnengetrokken en belegerde Hamelen. Albrecht von Wallenstein stuurde daarop een leger naar Westfalen om de keizerlijke posities te versterken. Dit leger bestond uit ongeveer 8.000 man infanterie en 4.000 man cavalerie en werd geleid door Jean de Merode en Jost Maximilian von Bronckhorst-Gronsfeld. Ze staken bij Minden de Wezer over om Hamelen te ontzetten. George van Brunswijk-Calenberg verliet zijn stellingen bij Hamelen en stelde zijn leger op bij Hessisch Oldendorf. Hij kreeg versterking van Zweedse legers onder bevel van Peter Melander en Dodo von Knyphausen.
In de ochtend van 8 juli viel het keizerlijke leger het centrum van het protestantse leger aan. Deze troepen waren geposteerd in een bos en stonden onder bevel van de Zweedse generaal Lars Kagg. De Zweden hielden stand en George van Brunswijk-Calenberg slaagde erin de keizerlijke troepen te omsingelen. De keizerlijke cavalerie sloeg op de vlucht en de infanterie probeerde hetzelfde te doen. Ongeveer 2.500 man werd gevangen genomen en tot 5.000 man van het keizerlijke leger sneuvelde. Hieronder was ook Jean de Merode. De protestanten verloren maar enkele honderden manschappen.

## Nasleep
Kort na de veldslag capituleerde Hamelen en in oktober volgde Osnabrück.